# Liste der Wappen im Landkreis Helmstedt
Diese Liste zeigt die Wappen der Samtgemeinden, Gemeinden und vormals selbständigen Gemeinden im Landkreis Helmstedt in Niedersachsen.

Wappen des Landkreises Helmstedt
Lage des Landkreises Helmstedt in Niedersachsen

## Samtgemeindewappen

Samtgemeinde Grasleben
Samtgemeinde Heeseberg
Samtgemeinde Nord-Elm
Samtgemeinde Velpke

## Wappen der Städte und Gemeinden

Gemeinde Bahrdorf
Gemeinde Beierstedt
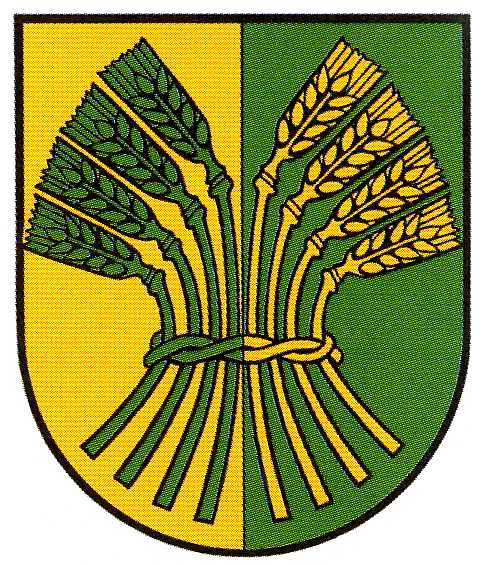
Gemeinde Danndorf
Gemeinde Frellstedt
Gemeinde Gevensleben
Gemeinde Grafhorst
Gemeinde Grasleben
Gemeinde Groß Twülpstedt
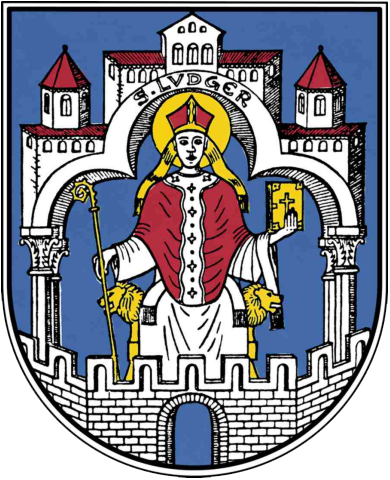
Kreisstadt Helmstedt
Gemeinde Jerxheim
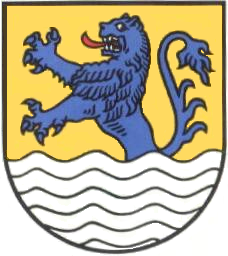
Stadt Königslutter am Elm
Gemeinde Lehre
Gemeinde Mariental
Gemeinde Querenhorst
Gemeinde Räbke
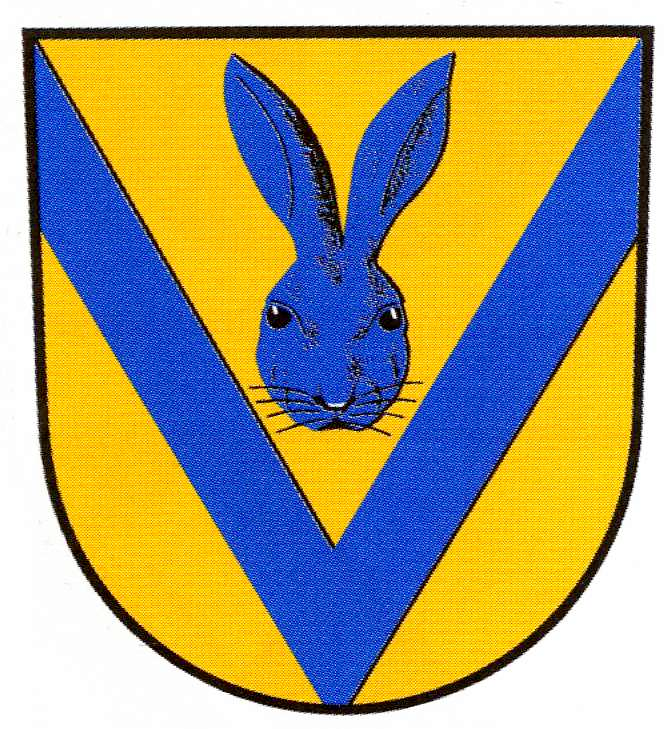
Gemeinde Rennau
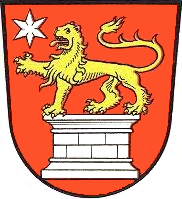
Stadt Schöningen
Gemeinde Söllingen
Gemeinde Süpplingen
Gemeinde Süpplingenburg
Gemeinde Velpke
Gemeinde Warberg
Gemeinde Wolsdorf

## Wappen ehemals selbständiger Gemeinden

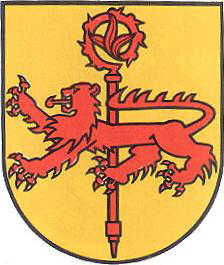
Ortsteil Barmke der Kreisstadt Helmstedt
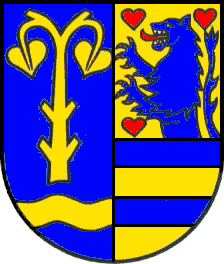
Ortsteil Beienrode der Stadt Königslutter am Elm (Details)
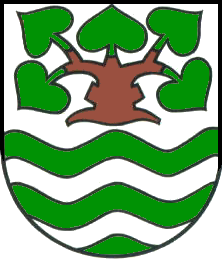
Ortsteil Bornum der Stadt Königslutter am Elm
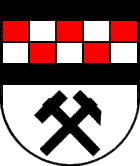
Ortsteil Büddenstedt der Kreisstadt Helmstedt
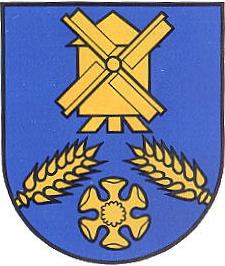
Ortsteil Emmerstedt der Kreisstadt Helmstedt
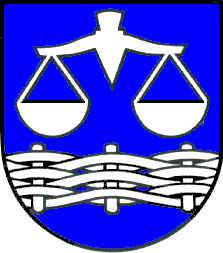
Ortsteil Flechtorf der Gemeinde Lehre
Ortsteil Groß Brunsrode der Gemeinde Lehre
Ortsteil Groß Sisbeck der Gemeinde Groß Twülpstedt
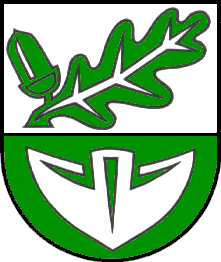
Ortsteil Hoiersdorf der Stadt Schöningen
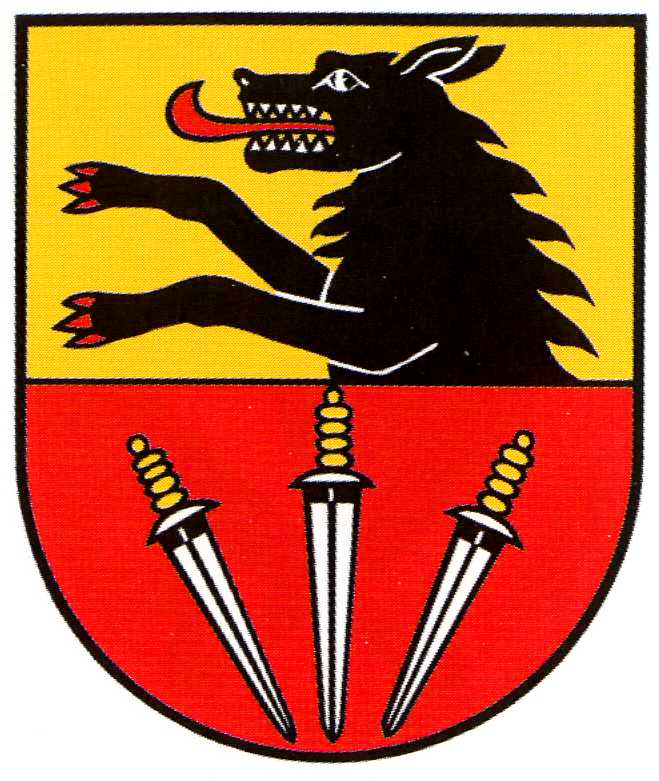
Ortsteil Ingeleben der Gemeinde Söllingen
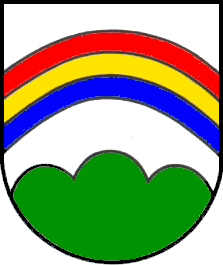
Ortsteil Lelm der Stadt Königslutter am Elm (Details)
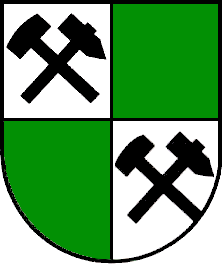
Ortsteil Neu-Büddenstedt der Kreisstadt Helmstedt
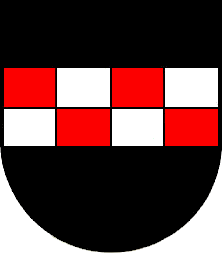
Ortsteil Offleben der Kreisstadt Helmstedt
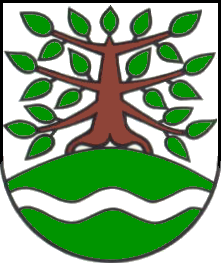
Ortsteil Rieseberg der Stadt Königslutter am Elm
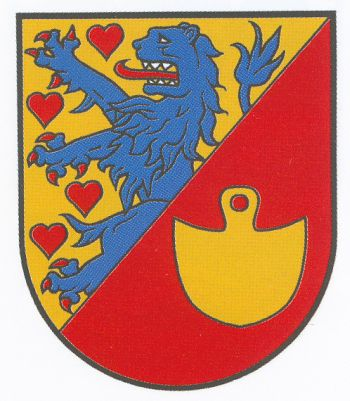
Ortsteil Rhode der Stadt Königslutter am Elm
Ortsteil Twieflingen der Gemeinde Söllingen
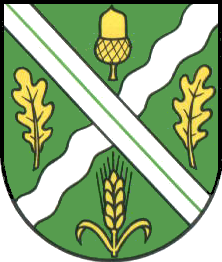
Ortsteil Uhry der Stadt Königslutter am Elm (Details)
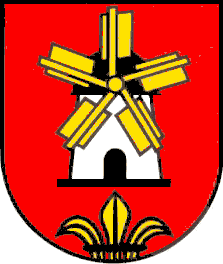
Ortsteil Wendhausen der Gemeinde Lehre